# Havaj
Havaj est un village de Slovaquie situé dans la région de Prešov.

## Histoire
Première mention écrite du village en 1408.

## Démographie

### Évolution de la population
| Année:               | 1994. | 2004.   | 2014.   | 2024.   |
| -------------------- | ----- | ------- | ------- | ------- |
| Nombre de personnes: | 415   | 420     | 398     | 393     |
| Différence:          |       | +1,20 % | -5,23 % | -1,25 % |

| Année:               | 2023. | 2024.   |
| -------------------- | ----- | ------- |
| Nombre de personnes: | 404   | 393     |
| Différence:          |       | -2,72 % |